# Трабзон
Трабзо́н (тур. Trabzon; также Трапезу́нд греч. Τραπεζούντα) — город в Турции, административный центр ила Трабзон, расположенный на берегу Чёрного моря, у устья реки Мачки, у подножия покрытого лесами Колат-Дага (3410 м).
В городе сохранился ряд памятников византийской архитектуры, включая бывший собор Св. Софии, Панагию Хризокефалос (теперь мечеть Фатиха), церкви (теперь мечеть Йени Джума), Церковь Святой Анны, а также городские стены. На юго-востоке от города расположен встроенный в скалу монастырь Панагия Сумела. Имеется российское консульство.
Население города составляет более 400 тысяч человек.

## Название
Согласно Н. Марру, на лазском языке город называется Трамтра (на атинском диалекте) или Тамтра (вицский диалект).

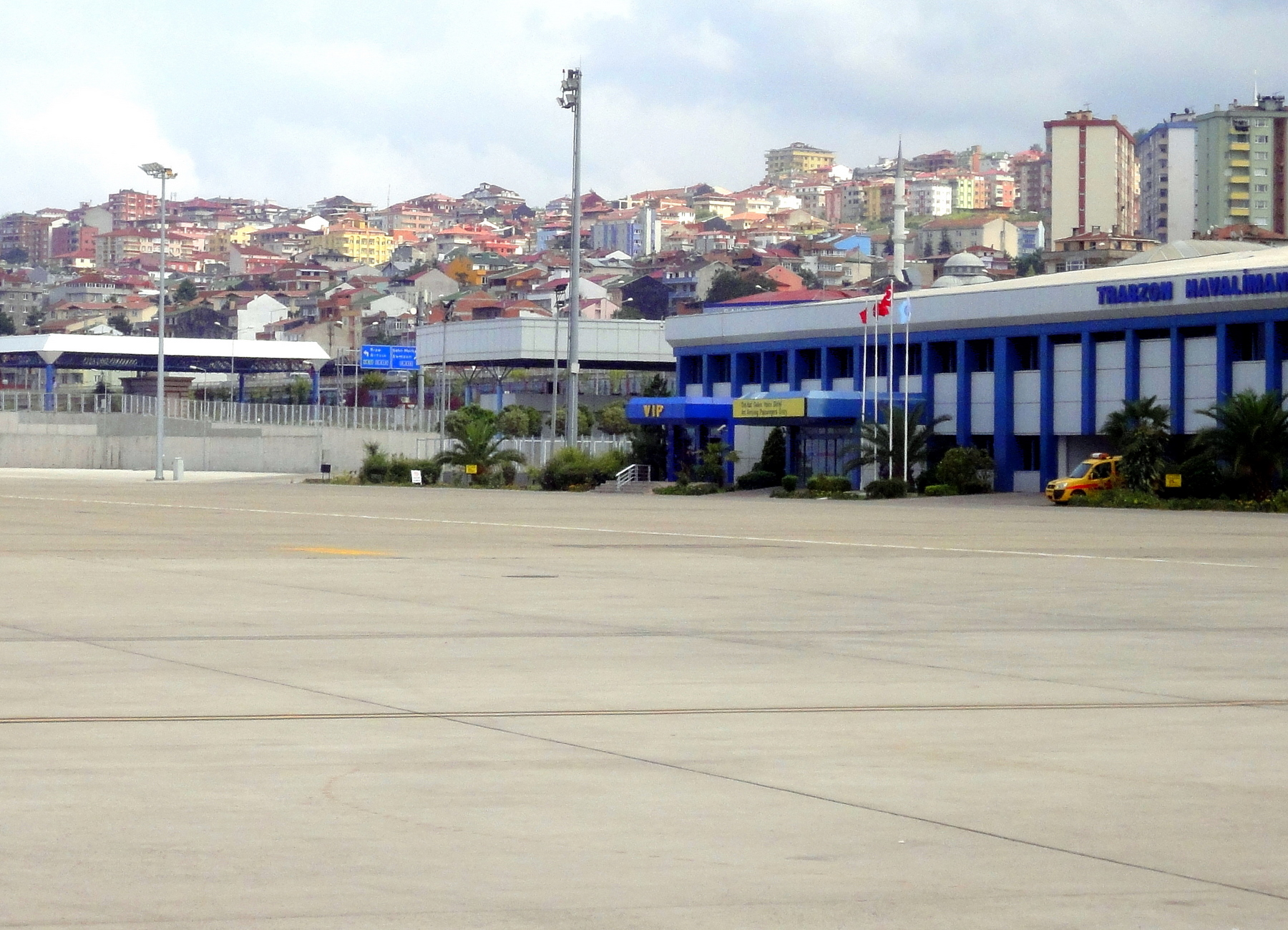
Аэропорт

## История
Согласно Евсевию, город под названием Трапезус (др.-греч. Τραπεζοῦς) был основан на территории Колхиды выходцами из Синопа в 756 году до н. э. Павсаний в «Описании Эллады» утверждал, что в 360-е годы до н. э. жители Трапезунта в Аркадии, отказавшиеся переселяться в Мегалополь, покинули свои дома и нашли убежище в одноимённом понтийском городе, чьи жители якобы «были из их метрополии». Факт основания колонии в Колхиде жителями удалённой от моря деревни представляется маловероятным, и, скорее всего, эта история является попыткой связать одинаковые названия поселений.
Портовый город являлся самой восточной греческой колонией на черноморском берегу Малой Азии и играл важную роль в торговле с анатолийскими государствами, в первую очередь с Урарту.
Трапезунт упоминается в «Анабасисе» Ксенофонта как конечный пункт отступления десяти тысяч наёмников разбитой персидской армии Кира Младшего. 
Отрывок из «Анабасиса» Ксенофонта (кн. 4, гл. 8), описывающий прибытие греческого войска в Трапезунт:
Отсюда они прошли в два перехода 7 парасангов и прибыли к морю в Трапезунт, многолюдный эллинский город на Евксинском Понте, колонию Синопы в стране колхов.
— Ксенофонт, ««Анабасис»», 
В «Делах после Александра» Арриана отмечено, что после смерти Александра Македонского город был пожалован Эвмену из Кардии.
Трапезунт вошёл в состав Понтийского царства в правление Митридата VI. После Третьей Митридатовой войны город в составе Малой Армении был передан царю Галатии Дейотару Помпеем Великим, а позднее получил статус свободного города.
Войдя в состав Римской империи, Трапезунт стал главным городом провинции Pontus Polemoniacus, важнейшим коммерческим центром и стоянкой римского флота на Чёрном море, так как имел хорошо защищённую гавань и служил исходным пунктом торгового пути от приевфратского района к Чёрному морю. Римско-парфянские войны сделали город ещё более значимым. Трапезунт послужил перевалочной базой во время армянского похода Корбула.
В 69 году вольноотпущенник последнего понтийского царя Полемона II Аникет, бывший до присоединения Понта к империи командующим флота, поднял восстание в Колхиде, заявив о поддержке Вителлия в борьбе с Веспасианом. Он привлёк на свою сторону местные племена, ворвался в город, перебил местную когорту, сжёг римский флот и приступил к пиратству. Веспасиан выслал против мятежников войска, от которых им пришлось укрыться в устье реки Хоб у местного царя Седохеза, который впоследствии «решился погубить Аникета и выдал римлянам тех, кто искал у него спасения».
Конец благосостоянию города положило разорение готами в 258 году, после одержанной ими победы над Валерианом, после которого тем не менее город продолжал существовать.
В VI—VII веках Трапезунт был центром восточно-римской (византийской) провинции Первая Армения.
После катастрофических событий, связанных с войнами времени императора Ираклия, в начале средневековой эпохи Трапезунд (в тогдашнем греческом произношении) становится главным форпостом Византии на востоке Чёрного моря.
В VII—IX веках Трапезунд был частью провинции (фемы) Армениак.
В IX—XI веках город был центром провинции (фемы) Халдия.
По сведениям из мусульманских источников X века, мусульманские купцы часто посещали Трапезунд для закупок византийского шёлка.
В 1204 году Трапезунд стал столицей небольшого греческого государства Великих Комнинов, известного как Трапезундская империя, последний осколок Византии, которая в XIV—XV веках поочерёдно была данником турок и монголов, а в 1461 году пала под натиском турок-османов. После сдачи города туркам большая часть домов была передана турецким солдатам, городская знать и значительное число греков были переселены в Константинополь, туда же первоначально был выселен и последний император Давид. Но через два года, в 1463 году, император и вся его семья были умерщвлены, а полторы тысячи трапезундских юношей были отданы в янычары.
Около 1474 года город посетил Афанасий Никитин, упомянувший его в своих путевых записках «Хожение за три моря».
Согласно Григору Камахеци, в 1616 году русские овладели Трапизоном (арм. Թվին ՌԿԵ (1616) Ուռուսն էառ զՏրապիզօն).
Трапезунд был резиденцией греческого митрополита, армянского архиепископа и армяно-униатского епископа. В городе было более двадцати христианских церквей и около сорока мусульманских мечетей и школ. До кровавых событий 1896 года в нём насчитывалось от тридцати пяти до сорока пяти тысяч жителей, в том числе до восьми тысяч греков и шести тысяч армян, остальные — мусульмане, преимущественно турки, а также немало персов.
В 1912 году в городе и близлежащих к нему сёлах проживало 89 225 мусульман, 38 625 греков и 11 915 армян.
С началом Первой мировой войны греческое и армянское население подверглось гонениям в ходе геноцида греков (в частности, его понтийской стадии) и геноцида армян соответственно. Греческое население округа сформировало отряды самообороны.

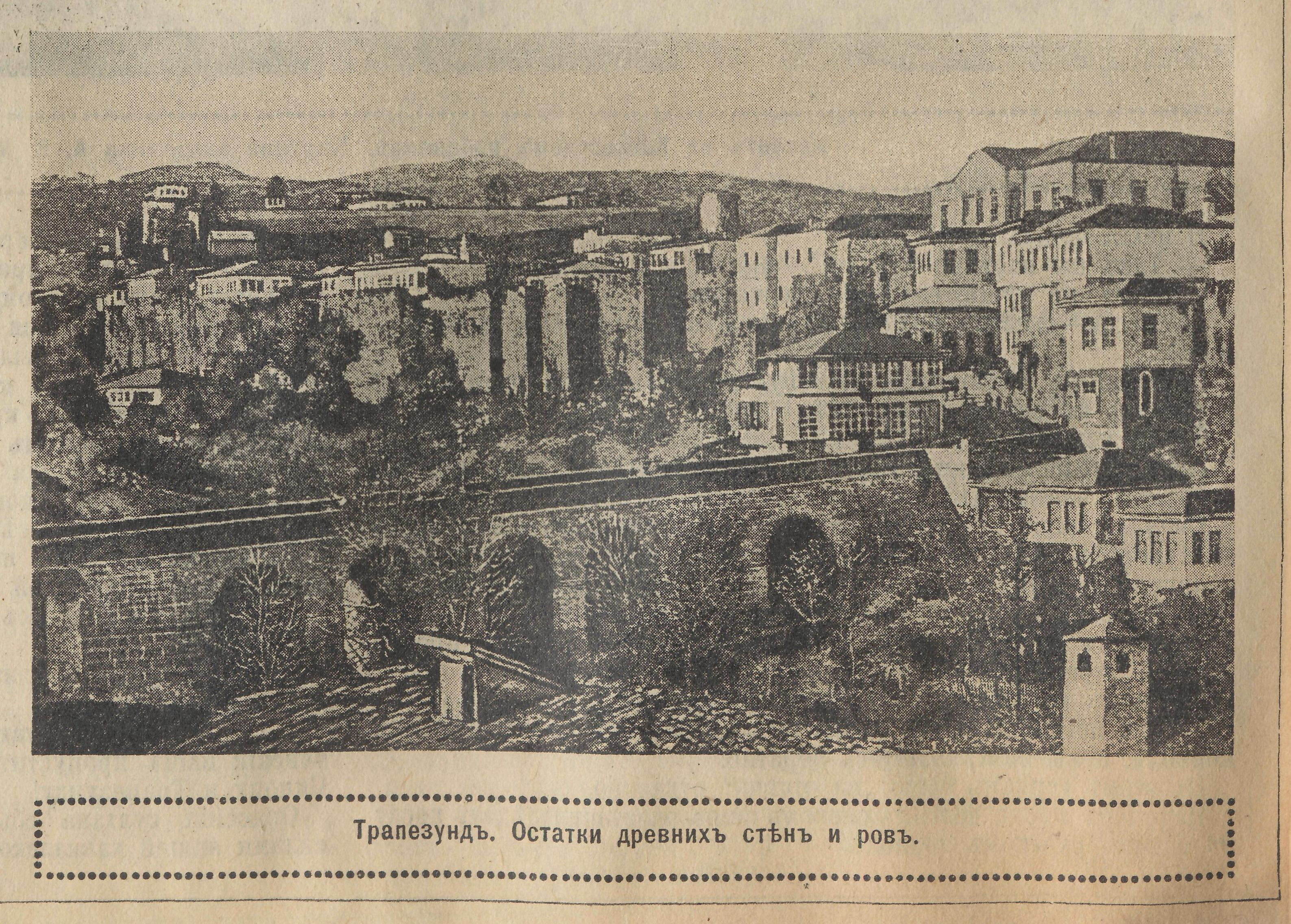
Взятый русскими войсками Трапезунд в 1916 году

В результате Трапезундской операции город был занят русской армией с апреля 1916 года по март 1918 года, митрополит Хрисанф возглавил временное греческое правительство.
Греческие отряды самообороны продолжили борьбу и с уходом русской армии вплоть до 1923 года, когда большая часть коренного православного греческого населения была переселена в Грецию. Часть сегодняшнего населения, будучи мусульманским, является носителем греческого языка (так называемый румча).

### ТекстЭСБЕ
В греческом предместье помещаются европейские товарные склады и торговые депо. По своему благоприятному местоположению, Трапезунт мог бы служить главным складочным и экспедиционным пунктом для торговли между Европой и Передней Азией, но вследствие плохого состояния путей сообщения внутри страны, турецких таможенных пошлин и конкуренции русской закавказской железной дороги его торговля сильно страдает, в особенности за последние десятилетия. За время с 1881 по 1892 год, торговые обороты Трапезунда понизились с 54 млн до 36 млн марок; сохраняет своё прежнее значение только линия Эрзурум — Тебриз. Предметами ввоза служат из Анатолии в особенности хлопчатобумажные товары (в 1894 году на сумму 4 576 800 марок), шерстяные изделия (2 777 200), сахар (1 284 000), мука (1 180 000), пшеница (941 400), чай (545 400 марок), затем из Персии транзитом хлопчатобумажные изделия (5 999 000 марок), шерстяные изделия (2 923 200), чай (1 500 000), шёлковые ткани и бархат (724 000 марок) и другие; в общей сложности, ввоз составляет около 30 498 000 марок. Вывозится в Анатолию скот (2 400 000 марок), табак (203 500), орехи (1 851 000 марок), в Персию шёлковые ткани и шали (2 160 000), ковры (1 684 800 марок); в общей сложности на сумму около 13 206 000 марок. В торговых сношениях с Трапезунтом из иностранных держав принимают участие главным образом Великобритания, Австро-Венгрия и Германия. Движение судов на Трапезунтском рейде в 1894 году: 458 пароходов (всего более турецких, французских и австро-венгерских), с грузом в 522 190 тонн, и 10 589 парусных судов, с грузом в 50 040 тонн. Правильными пароходными рейсами Трапезунт сообщается с Константинополем, с Дунайскими устьями и с некоторыми портовыми городами Средиземного моря.
Трапезунтский вилайет занимает полосу земли вдоль морского берега длиной около 600 км. Пространство 31 000 км², жителей 900 000 населения, в том числе более 600 тысяч человек, говорящих по-гречески. Население занимается рыбной ловлей в море, земледелием и торговлей (вывоз орехов, бобов, фруктов, овощей, хлеба). Обширные леса, недостаточно ещё разрабатываемые рудники.

## Климат
Климат Трабзона, как и южной части Чёрного моря, является субтропическим океаническим (Классификация климатов Кёппена: Cfa). По температурному режиму он подобен Сочи, но осадков выпадает значительно меньше. Невысокие по меркам аналогичных городов, лежащих на этой широте, максимумы средней июльской температуры объясняются смягчающим влиянием Понтийских гор, лежащих южнее. Температура редко превышает +30 °С даже в июле — августе, а весна и осень приходят с задержкой. Заморозки очень редки, но случаются. Иногда выпадает снег.
| Показатель                    | Янв. | Фев. | Март | Апр. | Май  | Июнь | Июль | Авг. | Сен. | Окт. | Нояб. | Дек. | Год   |
| ----------------------------- | ---- | ---- | ---- | ---- | ---- | ---- | ---- | ---- | ---- | ---- | ----- | ---- | ----- |
| Абсолютный максимум, °C       | 24,3 | 26,4 | 33,1 | 35,0 | 37,8 | 35,9 | 37,0 | 34,8 | 33,2 | 32,7 | 30,3  | 26,4 | 37,8  |
| Средний суточный максимум, °C | 10,8 | 10,9 | 12,3 | 15,8 | 19,1 | 23,5 | 26,3 | 26,9 | 23,9 | 20,1 | 16,2  | 12,9 | 18,2  |
| Средняя температура, °C       | 7,3  | 7,3  | 8,6  | 11,9 | 15,8 | 20,4 | 23,2 | 23,4 | 20,3 | 16,5 | 12,3  | 9,2  | 14,7  |
| Средний суточный минимум, °C  | 4,4  | 4,3  | 5,6  | 8,8  | 12,8 | 16,9 | 20,0 | 20,3 | 17,2 | 13,5 | 9,3   | 6,3  | 11,6  |
| Абсолютный минимум, °C        | −4,6 | −6,1 | −5   | −2   | 5,4  | 10,3 | 13,5 | 13,8 | 9,4  | 3,8  | 1,0   | −3,1 | −6,1  |
| Норма осадков, мм             | 74   | 60,7 | 58,8 | 58,8 | 59,2 | 60   | 58,5 | 66   | 77   | 95   | 100,2 | 83,5 | 802,4 |
| Источник:                     |      |      |      |      |      |      |      |      |      |      |       |      |       |

## Экономика

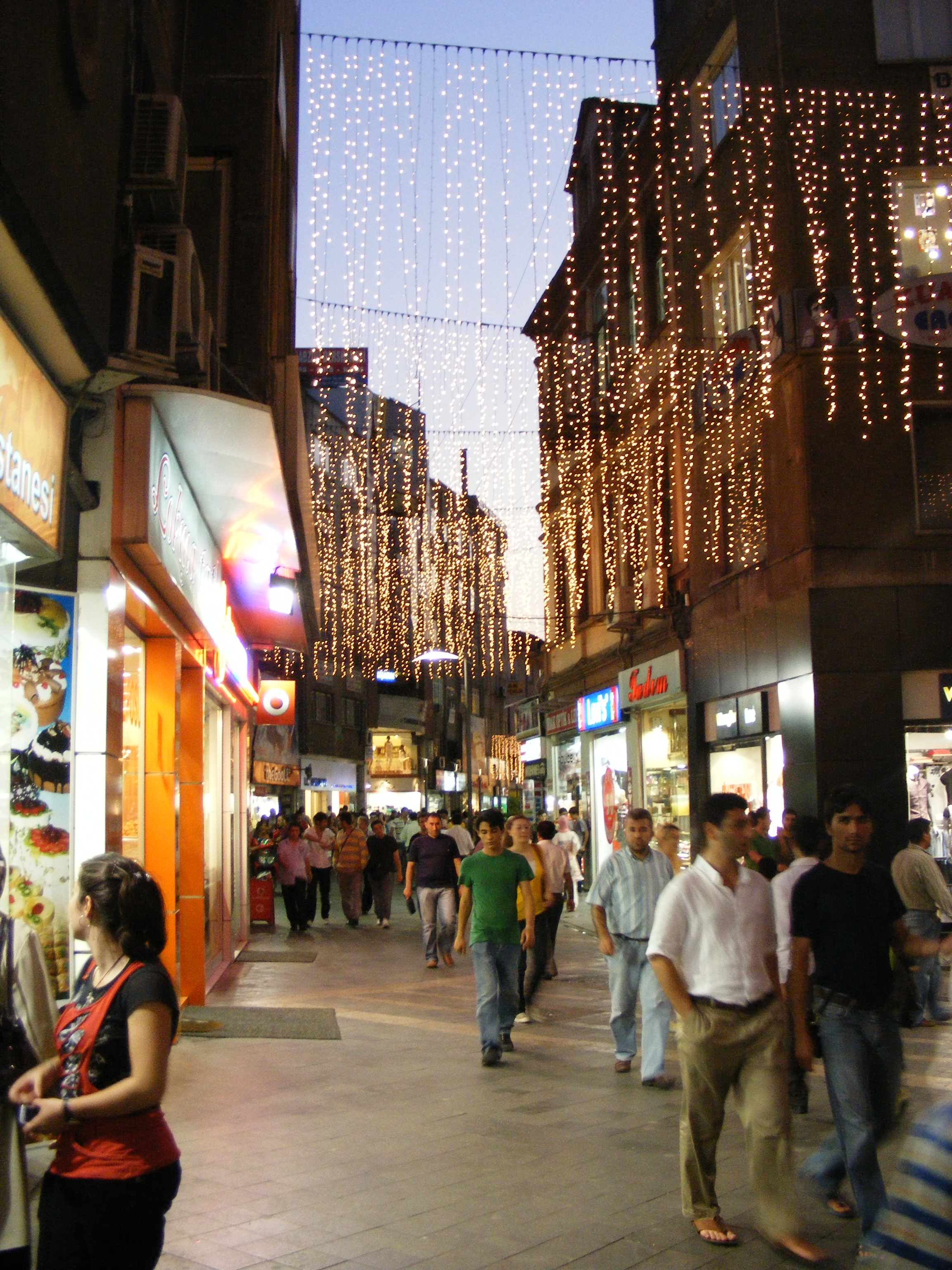
Узун сокак вечером

## Достопримечательности
Пятничная мечеть, ранее Церковь Святого Евгения — бывший православный храм, в настоящее время мечеть.

## Культура

### Спорт
Трабзонспор — один из футбольных клубов турецкой Большой четвёрки.